# كأس رابطة الدول المستقلة 1997
كأس رابطة الدول المستقلة 1997 هو موسم من كأس رابطة الدول المستقلة. شارك فيه  16 فريقاً، وفاز فيه دينامو كييف.